# 上遠野盛秀
上遠野 盛秀（かみとおの/かどおの/かどの/かとおの もりひで）は、戦国時代から安土桃山時代にかけての武将。白河結城氏の家臣。

## 略歴
上遠野氏は藤原北家秀郷流の後裔・小山氏の庶流。
上遠野秀式の子として誕生。盛秀は当初、陸奥国中丸館を居館としたが、永禄3年（1560年）に主家・白河結城氏の命で赤館城代となった。盛秀が移る前の赤館城は赤館氏が居城としていたが、白河氏によって追われている。
天正元年（1573年）頃に病死。盛秀没後の赤館城は鹿子畑氏が入城したが、翌天正2年（1574年）に佐竹氏に攻め落とされた。
一説には、天正3年（1575年）に白河結城氏を離れて佐竹氏に仕えたとも言われている。